# Spice Girls
Spice Girls est un groupe de pop anglais formé en 1994 à Londres. Ce girl band est composé à l'origine de cinq chanteuses et danseuses : Victoria Beckham, Melanie Chisholm, Melanie Brown, Geri Halliwell et Emma Bunton.
Managées par Simon Fuller, les cinq filles décrochent un premier contrat avec Virgin Records en 1995 et enregistrent leur premier single Wannabe, qui sort l'année suivante. Ce titre se classe en tête des ventes dans plus de trente-sept pays et s’écoule à sept millions d’exemplaires,. Après une série de singles numéro un à travers le monde dès la fin 1996, elles bâtissent un réel empire. Des tournées mondiales jusqu'au cinéma (Spice World, le film), en passant par une multitude de produits dérivés, elles déclenchent un phénomène de mode et culturel nommé par les médias : la « Spice Mania »,,, tout en devenant le groupe musical ayant le plus grand nombre de produits dérivés à son nom,,,,,,.
À travers leur musique, elles popularisent le girl power, une nouvelle forme de féminisme, et affirment défendre la tolérance, l'état d'esprit positif, l'ouverture d'esprit et l'égalité des sexes, ce qui a permis d'ouvrir les portes de l'industrie du divertissement aux femmes plus que jamais depuis cette époque,. Les Spice Girls s'imposent comme le groupe féminin phare des années 1990 en seulement deux albums, Spice et Spiceworld, dont les chiffres de vente combinés donnent un total de 100 millions d'exemplaires dans le monde,,,,,,.
En mai 1998, Geri Halliwell quitte le groupe à la suite de différends avec les autres membres. Le groupe continue alors à quatre et publie son troisième album Forever en 2000, vendu à plus de 4 millions d'exemplaires. En 2001, les membres restants décident de prendre une pause pour se consacrer à leurs carrières solos respectives. En 2007, les cinq Spice Girls se reforment pour la sortie d'un Greatest Hits, regroupant leurs plus grands succès, et entreprennent une grande tournée mondiale qui se classe à la 3e place des tournées les plus rentables de l'année 2008, avec 107,2 millions en dollars avec les tickets vendus en seulement 38 secondes,,,,. Le groupe se reforme depuis occasionnellement, comme en 2012 ou en 2018-2019,.
Au niveau mondial, les deux albums, l'intégralité des singles, ainsi que tous leurs clips, sont considérés comme des classiques de la musique pop moderne,,,,.
Les albums Spice et Spiceworld ont eu un impact certain sur la musique pop-ado au milieu des années 1990. Sa réappropriation du féminisme via le girl power, son sens du marketing et son esthétique ont fait de ses membres de véritables icônes culturelles des années 1990, mais aussi des icônes musicales intergénérationnelles,,,,,,,,,,,,:106–113.

## Histoire du groupe

### 1994-1995: formation/Touch/Virgin Records
Dès 1994, les cinq Britanniques se croisent et font connaissance durant différentes auditions pour des films et comédies musicales (Cats, Tank Girl, etc.), jusqu'à la publication en 1994 d'une annonce dans le magazine professionnel The Stage, au sujet d'une audition pour former un groupe féminin. L'entreprise Heart Management, dirigée par Bob et son fils Chris Herbert, a en effet choisi par cette annonce de créer un groupe musical féminin sachant danser et chanter, à l'instar du succès phénoménal rencontré par les boys band. Le groupe, d'abord appelé Touch, est formé en mars 1994 à la suite d'une audition par petite annonce dans le journal The Stage. Environ 400 candidates ont auditionné.
Parmi elles sont retenues : Victoria Adams (qui deviendra après son mariage Victoria Beckham), Melanie Brown, Melanie Chisholm, Geri Halliwell et Michelle Stephenson. Les cinq jeunes femmes vont suivre des cours de chant et de danse, en vue d'enregistrer un premier disque. Au bout de quelques mois seulement, Michelle Stephenson quitte le groupe. En effet, sa mère étant atteinte d'une maladie grave, elle préfère retourner à ses études pour pouvoir se consacrer à elle. Après son départ, leur professeur de chant, Pepi Lemer, leur présente l'une de ses élèves, Emma Bunton, qui devient immédiatement sa remplaçante.
Pour faciliter le travail et cultiver une dynamique de groupe, les filles emménagent dans la même maison, où elles vivront et répèteront ensemble plusieurs mois durant. Le groupe change bientôt de nom pour se baptiser Spice puis Spice Girls (un rappeur américain portant déjà le nom Spice à l'époque).
Mécontentes de la direction prise par leur premier manager (port de vêtements identiques, chansons à l'eau-de-rose...), les Spice Girls décident de se passer des services de Chris Herbert, et d'en trouver un nouveau : il s'agit de Simon Fuller, ancien manager d'Annie Lennox:30. Le concept devient alors l'exact opposé des boys band. La musique "dance" est remplacée par des vrais musiciens. Les textes sont comiques, contiennent de l'argot, du second degré et des propos obscènes. Avec son aide et après avoir frappé à la porte de plusieurs maisons de disques, elles décrochent un contrat chez Virgin. En 1995, commence donc l'enregistrement de leur premier album, Spice.

### 1996-1998: un phénomène de société
En juillet 1996, après avoir fait une première tournée des clubs au Royaume-Uni, les Spice Girls sortent leur premier single, Wannabe, contre la volonté de leur maison de disques. En effet, Virgin Records souhaitait privilégier la chanson Love Thing comme premier single mais finit par céder. À la surprise de Virgin, la chanson provoque un véritable raz-de-marée,. Elle se hisse directement à la troisième place des charts britanniques, pour ensuite prendre la tête du classement huit semaines d'affilée. Au total, Wannabe sera numéro un dans plus de trente sept pays et se vendra à 7 millions d'exemplaires dans le monde,,. Elle est créditée mondialement comme le single qui a changé le paysage de la musique pop du milieu des années 1990, tout en renouvelant la musique dite de genre Pop-Teenage,,. Elle est également considérée comme un classique de la musique pop moderne,,, mais aussi comme un hymne féministe iconique mondial,,,,. Le vidéoclip a le même effet : l'émission britannique The Box reçoit des coups de fil par milliers réclamant sa diffusion,.
Le 19 septembre 1996, elles sortent leur premier album, Spice, qui connaît également un succès extraordinaire, se vendant à 18 millions d'exemplaires en l'espace d'un an, amenant à un total de 23 millions d'albums vendus au niveau mondial,. Il s'érige également à la 1re place des meilleures ventes d'albums dans plus de 17 pays, devenant l'album le plus vendu d'un groupe féminin de tous les temps,,,. Le groupe enchaîne les tubes comme Say You'll Be There, 2 Become 1, Mama ou encore Who Do You Think You Are, qui atteindront la 1re place des meilleures ventes de singles dans de nombreux pays,,,. Les Spice Girls font rapidement l'objet de nombreux produits dérivés tels que : des poupées, des sucettes, du déodorant, du soda, des appareils photos, un jeu vidéo sur playstation, des verres, des vêtements, des chips, des friandises et même un scooter, dont les ventes sont colossales,. Leur succès prend les proportions d'un véritable phénomène de société, qui est appelé la Spicemania (en référence à la Beatlemania),,. Uniquement en 1996, chacune amasse une fortune évaluée à plus de 45 millions de dollars.
Entretemps, le magazine musical britannique Top of the Pops va jusqu'à donner à chaque membre du groupe des surnoms qui sont immédiatement adoptés par les fans et font rapidement le tour du monde: Emma est ainsi rebaptisée Baby Spice, Victoria devient Posh Spice, Melanie C, Sporty Spice, Melanie B, Scary Spice, et enfin Geri, Ginger Spice.
En 1997, en même temps qu'elles préparent leur premier film, les Spice Girls enregistrent un second album, Spiceworld. Paru mondialement le 1er novembre 1997, il se vend remarquablement bien, soit à sept millions d'exemplaires écoulés en deux semaines, ce qui établit un nouveau record,,, se vendant au total à plus de 20 millions d'exemplaires dans le monde. Il est également considéré comme l'un des albums d'un groupe féminin les plus vendus de tous les temps. Les singles qu'il contient tels que Spice Up Your Life, Too Much, Stop ou encore Viva Forever, s'érigent tous à la 1re place dans de nombreux pays,,,. En octobre 1997 en pleine Cool Britannia, le groupe donne une série de spectacles, le Girl Power! à travers la Turquie, notamment à Istanbul où le groupe enregistre un concert live.
Contre toute attente, peu avant la parution de Spiceworld début novembre, les Spice Girls renvoient soudainement leur manager, Simon Fuller, en expliquant par la suite que les exigences de leur manager, notamment en termes de calendrier, ne leur convenaient plus et qu'elles souhaitaient prendre leur indépendance. Par ailleurs, les Spice Girls jouent leur propre rôle dans le film, Spice World, le film, sorti le 24 décembre 1997. Il s'érige à la 1re place au Royaume-Uni, gagnant plus de 6,8 millions de livres sterling lors de son 1er week-end d'ouverture en 1997. Le film est également un succès aux États-Unis, se classant à la 1re place, battant le record à cette époque pour le plus grand week-end du week-end du Super Bowl (25 janvier 1998), avec des ventes au box-office de 10 527 222 millions de dollars amassés lors de son 1er weekend d'exploitation. Au niveau mondial, il est un succès avec plus de 151 millions de dollars récoltés,.
Au Royaume-Uni, le film a été numéro 1 des ventes en vidéo pendant six semaines consécutives, a été certifié 11x Platinum, et est devenu la neuvième meilleure vente de vidéo en 1998,,. Aux États-Unis, le film atteint la 1re meilleure vente de cassettes vidéos durant cinq semaines consécutives, se classant comme la 5e meilleure vente de cassette vidéo de l’année 1998. À l’heure actuelle, le film est considéré comme culte pour toute une génération, le décrivant comme un film brillant, voire un chef-d’œuvre du genre parodique, qui se moque aussi bien du starsystem que des clichés du cinéma tout en octroyant de nombreux clins d’œils à la culture populaire de l’époque,,,,,,,,,.
En février 1998, alors que la Spicemania bat son plein, les Spice Girls subissent la concurrence des All Saints, que les médias présentent comme leurs rivales lors de la cérémonie des Brit Awards et qui remportent les prix de la meilleure chanson du meilleur vidéoclip ; les Spice Girls avaient remporté ces récompenses l'année précédente (pour Wannabe et pour Say You'll Be There) et repartent cependant avec un trophée honorant leurs ventes de disques phénoménales (Best selling British album act).
Toujours en février, le groupe entame sa première tournée mondiale, Spiceworld Tour, qui commence par un concert à Dublin. La quasi-totalité des billets sont vendus en à peine deux heures,. En France, la tournée passe en mars par deux dates au Zénith de Paris, une à Marseille, une à Lyon, puis deux nouvelles dates sont ajoutées à Bercy en mai, face à l'importance de la demande. Peu de temps après le début de la tournée, elle s'avère déjà une des tournées les plus lucratives de l'année 1998, avec plus de 60 millions de dollars amassés sur 40 dates de concerts. Plus tard cette année-là, les Spice Girls sont invitées à participer à la chanson officielle de la Coupe du monde d'Angleterre (How Does It Feel to Be) On Top of the World, qui est publiée le 1 juin 1998 et se vend à plus de 94 000 exemplaires. Ce sera la dernière chanson enregistrée avec Geri jusqu'en 2007.

### 1998-2000: le départ de Geri,3ealbumForeveret pause
Le 29 mai 1998, les Spice Girls apparaissent sans Geri sur scène lors d'un concert à Oslo en Norvège. Voyant le questionnement des spectateurs, les filles affirment qu'elle est malade, et qu'elle ne pourra pas faire quelques spectacles. L'affaire prend des proportions telles que les médias affirment que l'absence de Geri est le fruit de son départ du groupe,. Le dimanche 31 mai, lors d'une conférence de presse à Londres, l'avocat de Geri, Julian Turton confirme cette rumeur en lisant la déclaration suivante :

« Ceci est un message pour les fans. C'est avec tristesse que je confirme que j'ai quitté les Spice Girls. Ceci en raison de divergences entre nous. Je suis sûre que le groupe continuera d'avoir du succès et je lui souhaite bonne chance. Je n'ai pas de plans immédiats. Je voudrais m'excuser auprès des fans et les remercier ainsi que chaque personne qui a été à mes côtés. Beaucoup d'amour, Geri. P.S. : Je reviendrai. »

— Geri Halliwell
Cette déclaration est suivie par celle du groupe :

« Nous sommes bouleversées et attristées du départ de Geri mais nous la soutenons dans tout ce qu'elle veut faire. Les Spice Girls sont ici pour rester - on vous verra dans les stades ! Nous sommes désolées que nos fans aient à passer par tout ça. Tout notre amour ! Victoria, Emma, Mel C, Mel B. L'amitié ne meurt jamais ! »

Après cette annonce, une partie des médias estime alors que les Spice Girls auront moins de succès à quatre et songent à la séparation du groupe, alors que Britney Spears, Christina Aguilera, Mandy Moore et Jessica Simpson deviennent à la même époque les nouvelles coqueluches de la musique pop,. Malgré le départ de Geri, les quatre membres restant décident de maintenir la tournée, dont la dernière représentation a lieu au Wembley Stadium de Londres, le 20 septembre 1998 devant plus de 52 000 spectateurs.
Fin 1998, les Spice Girls enregistrent un nouveau single, Goodbye, qui devient le tube de Noël au Royaume-Uni. C'est la troisième fois qu'elles occupent la première place des charts britanniques durant les fêtes de fin d'année après 2 Become 1 en 1996 et Too Much en 1997 (le très convoité Christmas Number One), un record qu'elles partagent uniquement avec les Beatles encore à ce jour.
En 1999, les Spice Girls ne font aucun projet artistique ensemble, à l'exception d'une mini-tournée Christmas in Spiceworld Tour, organisée à l'occasion des fêtes de Noël et l'enregistrement du titre My Strongest Suit, pour la comédie musicale Aida d'Elton John. Cette année est davantage propice aux filles pour se consacrer à leurs carrières solos respectives.
En février 2000, les Spice Girls reçoivent à la cérémonie des Brit Awards un trophée honorant leur contribution à l'industrie du disque britannique (Outstanding contribution to the music industry). Les médias attendent un retour éventuel de Geri Halliwell au sein du groupe pour marquer l'occasion, mais les Spice Girls apparaissent sans elle sur scène et la remercient officiellement. « Sans elle, nous ne serions pas là aujourd'hui », déclarera Melanie B.
Emma, Melanie B, Melanie C et Victoria finissent d'enregistrer leur troisième album, Forever, qui sort finalement le 1er novembre 2000. Le premier single, Holler (sorti dans certains pays en double-face avec le titre Let Love Lead the Way) entre directement numéro 1 des charts britanniques. C'est le neuvième single des Spice Girls à prendre la tête du classement. Même si les singles lancés rencontrent un bon succès commercialement parlant, l'album est un succès modéré comparé aux deux précédents, se vendant tout de même à 4 millions d'exemplaires dans le monde. Les filles apparaissent très rarement ensemble et donnent quelques interviews séparément pour promouvoir le disque. On apprendra plus tard que le groupe (notamment Melanie C, elle-même en tournée solo au même moment) ne faisait plus preuve d'autant de motivation. Les carrières solos deviennent nettement prioritaires par rapport au groupe.
En 2001, les Spice Girls ne font plus aucune promotion pour leur dernier album, tout en confirmant que le groupe prend une pause, pour une durée indéterminée.

### 2007-2008: retour,Greatest Hitset tournée triomphale
Depuis 2002, plusieurs rumeurs concernant le retour du groupe sont constamment relayées par la presse. Mais elles seront toutes démenties, sous le prétexte qu'aucune des filles n'est prête à remonter sur scène. Alors qu'on croit à un éventuel retour en 2004 pour marquer les dix ans de la formation du groupe, ce n'est qu'en 2006 que les filles songent à se reformer. Seule Melanie C hésite mais finit par accepter.

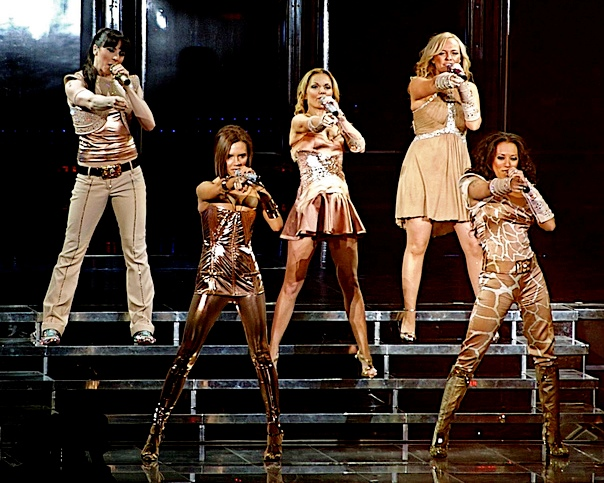
Les Spice Girls lors de leur tournée en 2007.

Le 28 juin 2007, les cinq Spice Girls annoncent officiellement leur reformation pour une tournée mondiale. En outre, un Greatest Hits contenant deux chansons inédites, Headlines (Friendship Never Ends) et Voodoo, est publié le 7 novembre 2007, ainsi qu'un documentaire retraçant la carrière du groupe,. Cette tournée se veut un « merci » aux fans, comme le précisent les Spice Girls pour qui il s’agira surtout de « célébrer le passé », voire « pour que nos enfants nous voient en Spice Girls », selon Victoria Beckham. Jamie King, choisi pour monter le spectacle, déclare que « collaborer avec les Spice Girls est une occasion unique de créer un show live vraiment emblématique. Les réintroduire au monde sera sans aucun doute un évènement inoubliable. ».
À l'origine, il est question de faire un concert unique, mais au vu de l'engouement du public, Virgin Records, 19 Management et les Spice Girls conviennent finalement d'un concert par continent et un total de 11 dates sont annoncées à travers le monde. Durant les vingt-quatre heures suivant l'annonce de ces concerts, plus d'un million de personnes s'inscrivent sur le site officiel du groupe afin d'obtenir des places. En octobre 2007, l'intégralité des ventes de billets se vendent en 38 secondes,. 17 spectacles seront finalement donnés à guichets fermés. Aux États-Unis, l'événement déclenche un réel engouement. Alors que les Spice Girls n'avaient pas prévu d'être si longtemps sur les routes, en raison de leurs engagements en solo, la tournée totalisera finalement 47 dates à travers le monde dont 35 complètes et fera étape notamment à New York, Londres, Pékin, Madrid, Toronto, Montréal, Sydney, Le Cap et Buenos Aires.
Débuté à Vancouver le 2 décembre 2007, la tournée se classe au premier rang des records de ventes de billets à l'O2 Arena de Londres dans le classement mondial Billboard. Une tournée qui s'est également classée numéro huit dans le classement mondial des tournées 2008, par rapport au nombre de spectateurs, au nombre de spectacles et au nombre de salles complètes. Elle est également la troisième tournée la plus rentable de l'année,. Un million d'exemplaires de leur album Greatest Hits s'est vendu en cinq jours. Un documentaire de deux heures réalisé par Bob Smeaton (notamment à l'origine du documentaire The Beatles Anthology), retraçant toute la carrière du groupe, a été diffusé en décembre 2007 sur les télévisions australienne et britannique,. Au total, 107,2 millions de tickets ont été vendus pour leur tournée mondiale "The Return Of The Spice Girls", du 2 décembre 2007 au 26 février 2008.
Le single Headlines (Friendship Never Ends), sorti le 5 novembre 2007 et dont tous les fonds sont reversés à l’association Children In Need, atteint la 3e meilleure vente de singles physiques au Royaume-Uni, tout en s’érigeant dans le top 5 dans de nombreux pays. Pour marquer leur retour, mais aussi pour faire la promotion de ce single, les Spice Girls interprètent ce titre et Spice Up Your Life lors du défilé annuel de la marque de lingerie Victoria's Secret, habillées en tenue de marin, ce qui crée l’événement, dont l’écho est mondial,. Elles interprètent également ce single lors du gala de téléthon Children In Need 2007, afin de récolter des fonds,. La chaîne de supermarchés britannique Tesco a également recruté les Spice Girls pour une campagne de publicité télévisée de Noël en 2007, dans le cadre d'un contrat qui rapporterait à chaque fille 1 million de £.

### 2009-2011: des rumeurs et des projets
Les années suivant la fin de la tournée mondiale The Return of the Spice Girls Tour montreront que les Spice Girls continuent à échanger des idées, se réunissant régulièrement, bien qu'elles n'apparaissent que très rarement ensemble. Toutefois, aucun projet commun ne verra le jour durant cette période.
Le 21 septembre 2009, Melanie B, Emma, Geri et Melanie C partagent un souper dans un restaurant de Londres mais démentent des rumeurs de réunion. Au lendemain de leur rencontre qui devait demeurer secrète, Geri déclare dans une émission britannique que le groupe est à la recherche de projets artistiques intéressants : « Pour l’instant, nous échangeons des idées pour une possible réunion, mais nous ne voulons pas partager la nouvelle avec le monde entier jusqu'à ce que nos plans se concrétisent...» Des rumeurs émergent racontant que les filles vont donner une prestation lors du match final de la Coupe du monde de football qui se déroulera en Afrique du Sud, en juillet 2010. Melanie Brown aurait confié sur son compte Twitter qu'il n'était pas certain qu'elles fassent cette représentation. Une comédie musicale sur leur carrière est en cours de préparation. Elle s'appellera Viva Forever, du nom de leur chanson dans l'album Spiceworld, sorti en 1997. Le 31 mai 2010, le quotidien anglais The Mirror a révélé qu'Emma, Geri, Melanie B et Melanie C se seraient retrouvées pour un dîner secret quelques semaines auparavant, afin de finaliser leur prochain retour. Ce comeback devait donner lieu à l'édition d'un nouvel album (leur quatrième si on exclut le Greatest Hits), d'un DVD, de produits dérivés et d'une immense tournée. Rumeur démentie par la suite.

### 2012: la comédie musicaleViva Foreveret le retour sur scène aux Jeux olympiques
Le 26 juin 2012, les filles se réunissent à nouveau lors d'une conférence de presse à l'hôtel Saint Pancras de Londres pour le lancement de leur comédie musicale Viva Forever qui est à l'affiche à partir de novembre 2012 au Picadilly Theatre à Londres.
La même année, le groupe est invité à participer au Jubilé de la Reine. Elles déclinent l'invitation. Néanmoins, elles acceptent de faire une prestation pour la cérémonie de clôture des Jeux olympiques à Londres le 12 août 2012 où elles interprètent un medley de Wannabe et Spice Up Your Life,. Leur passage suscite un engouement mondial incroyable : leurs albums remontent subitement dans les charts mondiaux et elles obtiennent un record de 116 000 tweets par minute durant la cérémonie, qui les classent numéro un de l'événement sur Twitter et fait par la même occasion, un record de tweets historiques depuis la création du site avec plus de 150 millions de tweets en un minimum de temps,,,,.
À la suite de cette prestation, un documentaire Viva Forever avec la participation des chanteuses est confirmé, pour une diffusion fin 2012.

### 2016-2019: seconde réunion,Spice World 2019 UK Touret autres projets

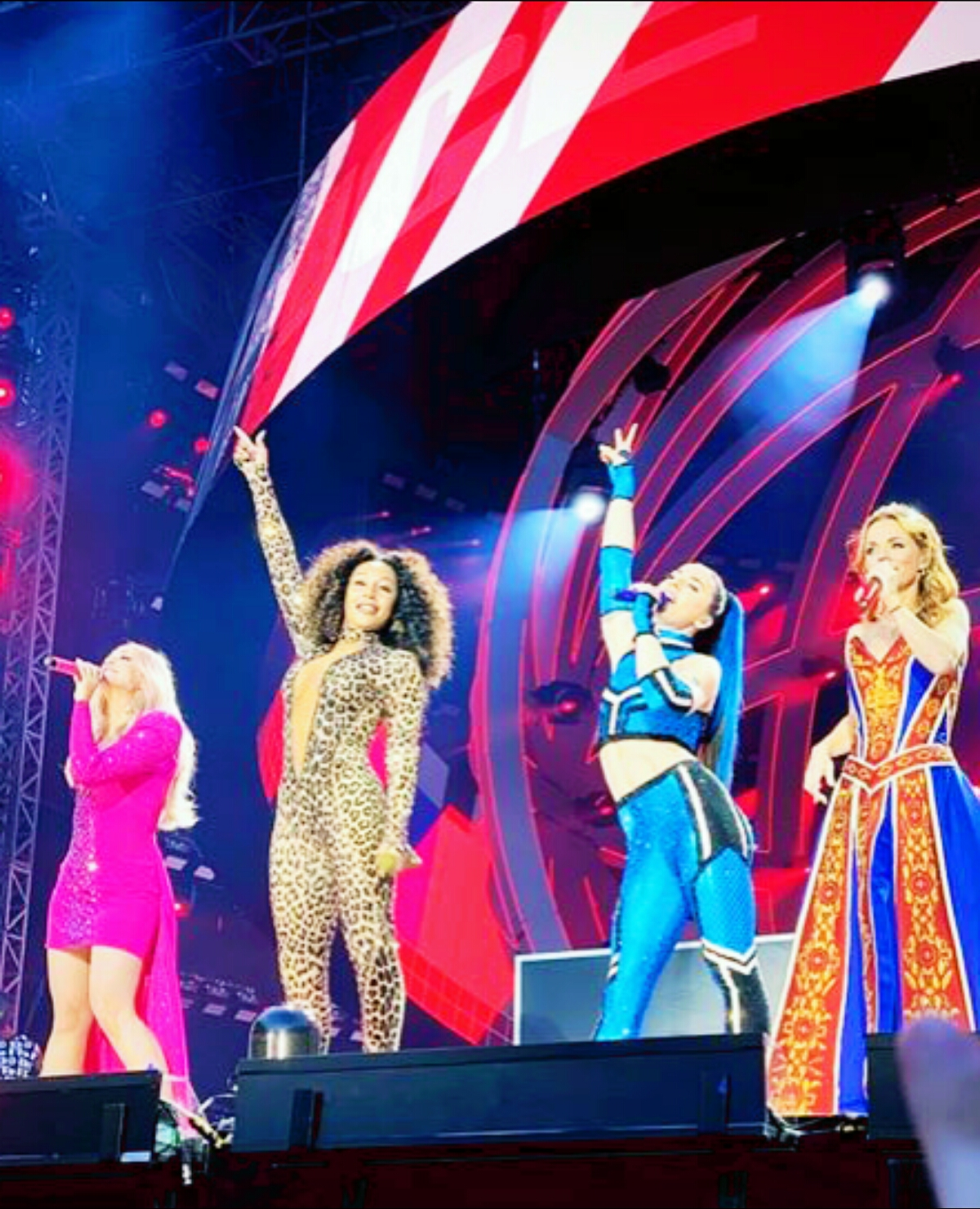
Les Spice Girls lors d'un concert de la tournée Spice World Uk Tour, en 2019.

En 2016, pour célébrer leur 20 ans, les Spice Girls se reforment avec trois membres : Geri Halliwell, Melanie Brown et Emma Bunton sous le nouveau nom de Spice Girls GEM. Victoria Beckham et Melanie C, refusent de prendre part à l’aventure, préférant se consacrer à leurs propres carrières. Cependant, à la suite de la grossesse de Geri Halliwell, les projets de reformation sont annulés.
En avril 2018, Victoria Beckham dessine une série de t-shirts à l'effigie du groupe, afin de récolter des fonds pour l'association Comic Relief, qui vient en aide aux enfants malades.
Le 28 juillet 2018, une exposition prénommée Spice Up, comprenant 250 tenues de scènes du groupe, ainsi qu’une multitude de produits dérivés, est présentée au Business Design Center à Londres.
Le 5 novembre 2018, le groupe annonce une série de concerts de six dates intitulé Spice World - 2019 UK Tour, qui doit se dérouler entre mai et juin 2019, sans Victoria Beckham, trop prise par ses activités de styliste, ce qui crée l'événement. Le 10 novembre 2018, elles font leur première apparition en tant que groupe dans l'émission britannique The Jonathan Ross Show.
Le 30 avril 2019, le groupe s'associe avec la célèbre franchise de livres pour enfants Monsieur Madame, afin de créer de nombreux produits dérivés tels que des livres, des tasses, des sacs et des dessous de verres,,,,.
La tournée de six dates, qui devient treize dates face à l'engouement et intitulée Spice World - 2019 UK Tour, débute le 24 mai 2019 et se conclut le 15 juin 2019. Le 31 mai 2019, le Greatest Hits, incluant leurs plus grands succès, est commercialisé en disque vinyle,. Le 3 juin 2019, elles s’associent avec la marque de chips Walkers, dont la campagne télévisée humoristique, qui montre les personnes trouvant un billet nommé « le meilleur fan de tous les temps », auront la chance de rencontrer les Spice Girls à une date de leur tournée, avant que les Spice Girls débarquent chez les heureux gagnants pour leur annoncer la nouvelle, crée l’événement,,. En parallèle, le groupe a offert des tickets de concerts, une rencontre en coulisses, des autographes, des photos, ainsi que des cadeaux à plusieurs personnes atteintes du cancer. Au total, la tournée est un triomphe, avec 700 000 spectateurs sur 13 dates, amassant plus de 78 millions de dollars de recettes,.
Le 13 juin 2019, il est confirmé par leur manager, mais aussi par Emma Bunton, qu'un film d'animation basé sur la vie du groupe en tant que 5 membres superhéros et produit par Paramount, serait en préparation,,,.

### 2021-Présent: Projets anniversaires et célébration des trente ans du groupe
En juin 2021, Victoria Beckham dessine une série de t-shirts à l'effigie du groupe ayant l’inscription Proud and wannabe your lover, afin de récolter des fonds pour l'association Caritative Akt, qui vient en aide aux personnes LGBT qui sont sans logement. L’initiative est alors soutenue par les autres membres du groupe et est mondialement saluée par la critique,. Le 8 juillet 2021, le single Wannabe ressort en deux versions, y incluant une chanson démo inédite Feed Your Love, afin de célébrer les 25 ans du groupe. Le 31 aout 2021, le single Say You'll Be There est ré-édité en version 7 Main Mix, afin de promouvoir l'opus Spice25, leur 1er album qui ressort en version deluxe, le 29 octobre 2021,. L’opus est un triomphe, se classant à la 3eme place des meilleures ventes de vinyles dès le jour de sa sortie,,.
Le 3 mars 2022, la marque Lego BrickHeadz a publié une gamme de figurines Spice Girls, faisant du groupe les premières personnes non fonctionnelles à être recréées comme Lego dans la gamme de produits BrickHeadz. Le 27 septembre 2022, le titre Step To Me, paru à la base comme objet promotionnel pour la marque Pepsi en 1997, est publié comme single, afin de célébrer la parution de l’opus Spiceworld,. Le 13 octobre 2022, une nouvelle version du vidéoclip Spice Up Your Life, parait sur la chaine officielle Youtube du groupe. L’opus Spiceworld ressort en version deluxe le 4 novembre 2022, intitulé SpiceWorld25. Le 4 novembre 2022, la chanson Never Give Up On The Good Times est révélée en vidéo sur la chaine officielle Youtube du groupe, mais n'obtient toujours pas de sortie single sur itunes.
Le 11 Janvier 2024, la Royal Mail britannique lance une collection de quinze timbres à l'effigie du groupe, afin de célébrer ses trente ans d'existence.

## Les membres
|        |                                 | Touch/Spice | Touch/Spice | Spice Girls | Spice Girls | Spice Girls | Spice Girls | Spice Girls | Spice Girls | Spice Girls | Spice Girls | Spice Girls | Spice Girls | Spice Girls |
| Membre | Membre                          | 1994        | 1995        | 1996        | 1997        | 1998        | 1999        | 2000        | 2001        | 2007        | 2008        | 2012        | 2018        | 2019        |
| ------ | ------------------------------- | ----------- | ----------- | ----------- | ----------- | ----------- | ----------- | ----------- | ----------- | ----------- | ----------- | ----------- | ----------- | ----------- |
|        | Geri Halliwell (Ginger Spice)   |             |             |             |             |             |             |             |             |             |             |             |             |             |
|        | Victoria Beckham (Posh Spice)   |             |             |             |             |             |             |             |             |             |             |             |             |             |
|        | Melanie Brown (Scary Spice)     |             |             |             |             |             |             |             |             |             |             |             |             |             |
|        | Melanie Chisholm (Sporty Spice) |             |             |             |             |             |             |             |             |             |             |             |             |             |
|        | Emma Bunton (Baby Spice)        |             |             |             |             |             |             |             |             |             |             |             |             |             |

## Impact culturel et héritage

### Records de ventes, récompenses, impact musical et culturel
Les albums Spice et Spiceworld ont tellement eu d’impact qu’ils sont considérés au niveau mondial comme ceux qui ont bouleversé la musique pop au milieu des années 1990, renouvelant la musique pop-teenage, tout en apportant le concept du féminisme via le girl power, ainsi qu’un marketing omniprésent et une image esthétique repensée de la musique de l’époque, bouleversant les milieux musicaux, culturels et vestimentaires, choses jusqu’alors inégalées, permettant au groupe de devenir de véritables icônes culturelles des années 1990, mais aussi des icônes musicales intergénérationnelles,,,,,,,,,,,,:106–113,,.
Au niveau mondial, les deux albums, l'intégralité des singles, ainsi que tous leurs clips, sont considérés comme des classiques de la musique pop moderne,,,,.
L’opus Spice connaît un succès extraordinaire, se vendant à dix-huit millions d'exemplaires en l'espace d'un an, amenant à un total de 23 millions d'albums vendus au niveau mondial,,. Il s'érige également à la 1re place des meilleures ventes d'albums dans plus de 17 pays, devenant l'album le plus vendu d'un groupe féminin de tous les temps,,,.
L’album génère quatre singles : Wannabe qui est numéro un dans plus de trente-sept pays et se vendra à 7 millions d'exemplaires dans le monde,,, Say You'll Be There, 2 Become 1 ou encore le bi-single Mama/Who Do You Think You Are, qui atteindront la 1re place des meilleures ventes de singles dans de nombreux pays,,,.
Le succès de cet opus et des singles prennent des proportions d'un véritable phénomène de société mondial, qui est appelé la Spicemania (en référence à la Beatlemania),,.
Les Spice Girls font rapidement l'objet de nombreux produits dérivés tels que : des poupées, des sucettes, du déodorant, du soda, des appareils photos, un jeu vidéo sur playstation, des verres, des vêtements, des chips, des friandises et même un scooter, dont les ventes sont colossales,.
Au niveau mondial, l'album et les cinq singles sont considérés comme des classiques de la musique pop moderne,,,,.
Spice est la 18e meilleure vente d’albums de tous les temps au Royaume-Uni,,. Étant le premier single des Spice Girls, "Wannabe" a été crédité comme celui qui a  catapulter le groupe à la célébrité mondiale, déclenchant alors la « Spice Mania », un véritable phénomène de société mondial, équivalent à celui de la « Beatlemania »,,,. Wannabe est également crédité mondialement comme le single qui a changé le paysage de la musique pop du milieu des années 1990, tout en renouvelant la musique dite de genre Pop-Teenage,,.
Wannabe est considéré un hymne féministe iconique mondial,,,,. Say You'll Be There est devenu un hymne féministe iconique mondial,,,,. Mama est aussi un hymne d'amour maternel mondial,,,.
La chanson 2 Become 1 est nommée "Song of the Year" lors des London Music Awards en 1998.
Grâce au bi-single Mama/Who Do You Think You Are qui devient numéro 1 au Royaume-Uni, les Spice Girls sont alors les seules artistes de l’histoire britannique à avoir 4 singles numéros 1 dans ce pays, déclassant alors les groupes comme Gerry and the Pacemakers, Frankie Goes to Hollywood, Jive Bunny and the Mastermixers et Robson & Jerome, qui avaient 3 no 1.
Le vidéoclip Wannabe remporte un MTV Video Music Award de la meilleure vidéo dance lors de MTV Video Music Awards en 1997 et le prix de meilleure vidéo lors des Comet Media Awards,. Il obtient également une nomination pour la meilleure vidéo lors des Brit Awards en 1997 et est classé à la quatrième place des meilleures vidéos de tous les temps par Channel 4.
En 2015, Billboard a inclus la vidéo de Wannabe dans sa liste des dix meilleures vidéos de groupe féminin les plus emblématiques de tous les temps.
Le vidéoclip Say You'll Be There remporte un Smash Hits! Awards en 1996, le prix de la meilleure vidéo de l’année en 1997 lors des Brit Awards. Il est nommé au MTV Music Awards pour la meilleure vidéo en 1997. Il gagne également le prix de la meilleure vidéo fantastique de tous les temps par le Billboard, tout en étant nommé dans la catégorie meilleure vidéo pour un nouvel artiste.
VH1 a placé  Say You'll Be There comme le 8e meilleur vidéoclip de l’histoire. En juillet 2017, Billboard a classé Say You'll Be There à la 25e place des 100 plus grandes chansons d'un groupe féminin de tous les temps.
Lors des Brit Awards 1997 en février, le groupe interprète Who Do You Think You Are dont la tenue de Geri Halliwell, en l’occurrence une robe bleue au couleur du drapeau britannique, font d’elles des icones mondiales de la mode,,,,. Par ailleurs, la robe originale a été vendue au Hard Rock Cafe à Las Vegas, en récoltant plus de 41,320 dollars pour une œuvre de charité, ce qui établit cette vente comme le vêtement porté et vendu le plus cher par une célébrité de l’histoire au Livre Guinness des records,.
Tout comme l’opus précédent, l’album Spiceworld connaît un succès extraordinaire, se vendant à 20 millions d'albums vendus au niveau mondial. Il s'érige également à la 1re place des meilleures ventes d'albums dans plus de 13 pays,,, devenant l'un des albums les plus vendus d'un groupe féminin de tous les temps. Il est également un record de ventes, en se vendant à 7 millions d’exemplaires dans le monde, en l’espace de deux semaines.
L’album génère quatre singles : Spice Up Your Life, Stop, Too Much et Viva Forever, qui atteindront la 1re place des meilleures ventes de singles dans de nombreux pays,,,,,,,,.
Tout comme l’opus précédent, le succès de cet album et des singles continuent d’alimenter le phénomène de société mondial, qui est appelé la Spicemania (en référence à la Beatlemania),,. Les Spice Girls perpétuent alors leurs produits dérivés tels que : des poupées, des sucettes, du déodorant, du soda, des appareils photos, un jeu vidéo sur PlayStation, des verres, des vêtements, des chips, des friandises et même un scooter, dont les ventes sont toujours aussi colossales,.
Le vidéoclip Spice Up Your Life remporte le de la meilleure vidéo lors des Edison Music Awards en 1998 et est nommé comme la meilleure vidéo de l’année lors des Brit Awards 1998.
Au niveau mondial, l'album Spiceworld et ses quatre singles sont considérés comme des classiques de la musique pop moderne,,,,.
Le 28 juillet 2018, une exposition prénommée Spice Up, comprenant 250 tenues de scènes du groupe, ainsi qu’une multitude de produits dérivés, est présentée à Business Design Centre à Londres.
Le 3 mars 2022, la marque Lego BrickHeadz a publié une gamme de figurines Spice Girls, faisant du groupe les premières personnes non fonctionnelles à être recréées comme Lego dans la gamme de produits BrickHeadz.

### Impact culturel sur la mode et surnoms

Geri Halliwell dans une réplique de sa tenue iconique Union Jack.

Les Spice Girls sont considérées comme des icônes du style des années 1990, mais aussi comme des icônes de la mode, car leurs images et leurs styles devenant inextricablement liés à l’identité du groupe,,. On leur attribue des tendances de mode des années 1990, comme les chaussures plates-formes Buffalo, la robe noire uni de Victoria, les imprimés léopard de Mel B, la coupe de cheveux rouge, alliée à des mèches blondes de Geri, leurs coiffures bien distinctes, ainsi que leurs looks, deviennent systématiquement des phénomènes mondiaux,,. Le groupe a également été reconnu pour ses tenues mémorables qu’il a porté, la plus emblématique étant la robe Union Jack d’Halliwell des Brit Awards de 1997. La robe a été vendue lors d’une vente aux enchères caritatives au Hard Rock Cafe de Las Vegas pour 41 320 £, donnant à Halliwell le record du monde Guinness à cette époque, pour le vêtement de célébrité le plus cher jamais vendu,. Leurs styles ont inspiré d’autres célébrités par la suite comme Katy Perry, Charli XCX pour ne citer qu’elles, mais bien d’autres encore….
L’image des Spice Girls était délibérément destinée à un large un public. Elles ont été le 1er girl group à se détacher d'une image uniforme, afin d'avoir sa propre identité en tant qu'individu,,. Les cinq personnalités et styles divergents des membres du groupe, qui ont encouragé les fans à s’identifier à un membre ou à un autre et qui se sont écartés des groupes précédents, ont joué un rôle déterminant dans leur choix,. Ce marketing de l’individualité de chaque membre, a été renforcé par les surnoms distinctifs adoptés par chaque membre du groupe. Le concept selon lequel chaque membre du groupe a une identité de style distincte, a influé sur les groupes de pop plus tard, comme les Destiny's Child, les Pussycat Dolls ou encore le boys band One Direction,.
Peu après la sortie de Wannabe, un déjeuner avec Peter Loraine, alors rédacteur en chef de Top of the Pops, a par inadvertance incité les Spice Girls à adopter les surnoms qui ont finalement joué un rôle clé dans leur capacité de commercialisation et dans la façon dont leur public international s’est identifié à eux. Après le déjeuner, Loraine et son équipe éditoriale ont décidé de créer des surnoms pour chaque membre du groupe en fonction de leur personnalité. Dans une interview avec Music Week, Loraine a expliqué que, "Dans le magazine, nous utilisions un langage stupide et nous trouvions tout le temps des surnoms, alors il était naturel de leur donner des noms qui seraient utilisés par le magazine et ses lecteurs; il n’a jamais été conçu pour être adopté dans le monde entier." Peu après avoir utilisé les surnoms dans un article de magazine sur le groupe, Loraine a reçu des appels d’autres médias britanniques.
Chaque Spice Girls avait un style unique et irréprochable, qui a servi d’extension de sa personnalité publique, devenant son look, mais aussi sa marque de fabrique,.
- Victoria Beckham: Elle est la 1re à avoir été castée. Elle est appelée Posh Spice, car elle se distingue par des robes de luxes, généralement noires uniformes et à fines bretelles, alliées à des talons hauts. Elle est aussi identifiable grace à sa coupe de cheveux carré[193],[245].
- Melanie Chisholm: Elle fut la 2de a intégrer le groupe. Elle est surnommée Sporty Spice, à cause de look sportif en jogging et/ou wonderbras, mais surtout parce qu’elle pratique toujours du jogging. Elle est aussi identifiable à sa coupe de cheveux la couette de cheval[193],[246].
- Melanie Brown: La 3e à intégrer la bande, elle est nommée  Scary Spice, en raison de ses tenues dotées d’imprimés léopard et de son franc parler. Métis, elle se distingue aussi par sa coupe de cheveux afro-bouclée[193],[247].
- Geri Halliwell: Elle fut la 4e à rejoindre la troupe. Elle est surnommée Ginger Spice, en raison de sa coupe de cheveux rouge, alliée à des mèches blondes, tout en étant accompagné d’un style vestimentaire sexy. Elle est surtout identifiable grâce à sa robe Union Jack, qui devient iconique[193],[248],[249].
- Emma Bunton: Elle a été la dernière a rejoindre le groupe. Emma est surnommée Baby Spice, à cause de ses robes uniformes roses, de ses longues bottes très années soixante, tout en y ajoutant les chaussures plateformes buffalo, sans oublier une sucette qu’elle mangeait tout le temps. Elle est aussi identifiable via ses cheveux blonds agrémentés de deux couettes de cheval[193],[250].

En 2012, elles acceptent de faire une prestation pour la cérémonie de clôture des Jeux olympiques à Londres le 12 août 2012 où elles interprètent un medley de Wannabe et Spice Up Your Life, avec une ré-interprétation actuelle de leurs styles vestimentaires,.

### Impact phénoménal et sans précédent sur le marketing
Lors de la Spice Mania, les Spice Girls ont engendré un nombre incroyable et sans précédent d’objets dérivés, devenant alors le groupe musical ayant le plus grand nombre de produits markétés à son nom de toute l’histoire de la musique,,,,,,.
Uniquement en 1998, elles récoltent plus de 800 millions de dollars chacune, juste avec les produits dérivés, ce qui est un record inégalé dans l’histoire de la musique,,,,,,,.
En mai 1999, elles sont classés au sixième rang du classement inaugural Celebrity 100 Power, qui classe les célébrités sur la base de leur nom de marque,.

#### 1996-1997
À la suite de leur premier album, Spice, qui a battu tous les records de record, les Spice Girls ont commencé à signer de nombreux contrats de marchandisage et de promotion lucratifs.
En février 1997, les Spice Girls ont été retenues pour aider au lancement de la West McLaren Mercedes MP4 / 12 au Alexandra Palace de Londres. Elles ont interprété Wannabe, Say You'll Be There et Who Do You Think You Are devant un public rassemblant cinq mille personnes, comprenant des médias, des sponsors, des invités de marque et des fans. L'événement a été filmé par MTV et présenté par Davina McCall.
En mars, Girl Power !, le premier livre des Spice Girls a été lancé au Virgin Megastore; il a vendu son tirage initial de 200 000 exemplaires en un jour et a finalement été traduit en plus de 20 langues:102-103. Plus tard ce mois-ci, le groupe a été engagé pour lancer le cinquième réseau de télévision terrestre britannique, Channel 5, pour un montant rapporté de 500 000 £:106-107.
Elles sont apparus dans des publicités imprimées promotionnelles et ont enregistré une chanson (1,2,3,4,5!) et ont filmé un clip vidéo, devenant le premier programme de diffusion du réseau de Channel 5. Le lancement a été regardé par 24,9 millions de téléspectateurs.
Pendant ce temps, le groupe a également lancé Spice, le magazine trimestriel du fanclub du magazine Spice Girls. En avril, One Hour of Girl Power, un documentaire officiel en VHS de Spice Girls, a été publié, tout en se vendant à près de 500 000 exemplaires au Royaume-Uni en une semaine, devenant ainsi la vidéo pop la plus vendue de tous les temps.

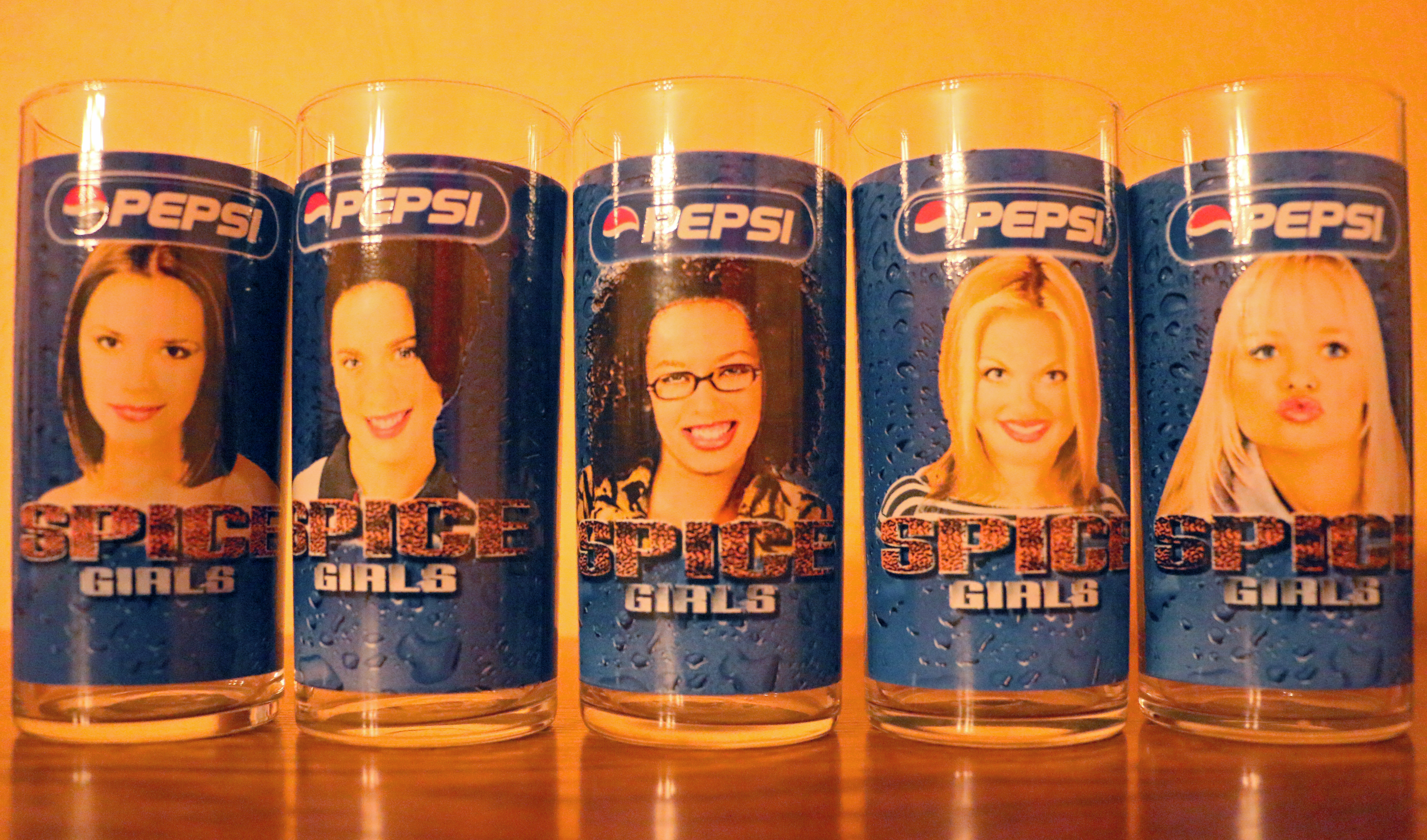
Les verres Pepsi Spice Girls.

Au début de 1997, les Spice Girls ont signé un accord de plusieurs millions de dollars avec Pepsi, en vue du lancement de la campagne "Generation Next":108-110. Au total, plus 92 millions de canettes et bouteilles promotionnelles Pepsi présentant les Spice Girls individuellement. ou en tant que groupe ont été vendus dans le monde entier,. Les cadeaux promotionnels comprenaient des verres à boire à collectionner et deux singles de musique en édition limitée, "Step to Me" et "Move Over (Generation Next)". Le groupe a joué dans trois publicités télévisées pour Pepsi, toutes mettant en vedette la chanson "Move Over", qui ont été diffusées à la télévision et dans les cinémas du monde entier,:111. En octobre 1997, le groupe a donné deux concerts en direct. à Istanbul, sponsorisé par la société, avec des billets disponibles exclusivement via une offre Pepsi. La campagne "Generation Next" des Spice Girls a permis à Pepsi de prendre une part de marché record de 50% sur le marché du cola en 1997,. L'accord a été prolongé de 500 000 £ en novembre 1997. Dans une interview accordée à BBC Radio 2 en 2014, le directeur de longue date du groupe, Simon Fuller, a déclaré que Pepsi avait dépensé environ 100 millions de dollars pour la campagne de parrainage des Spice Girls.
En juin 1997, les Spice Girls auraient déposé plus de 100 marques:108-112.
En juillet 1997, le groupe entamait un contrat d’approbation avec la marque de chips Walkers, pour le lancement de leur parfum "Cheese & Chives". Les Spice Girls figuraient sur divers paquets de chips individuellement et en groupe, mais ont également joué dans deux publicités télévisées aux côtés de Gary Lineker. Walkers a annoncé une augmentation de 46% de la part de marché de sa marque sur le marché des chips, au cours des huit premières semaines de la campagne Spice et avait vendu 16 millions de paquets de leurs chips Spice Girls en octobre de cette année. À l'été 1997, la société de jouets Magic Box Toys a créé le premier album photo à collectionner et série de cartes à collectionner Spice Girls.
Forbes a estimé à 25 millions le nombre de cartes vendues en septembre 1997:110.

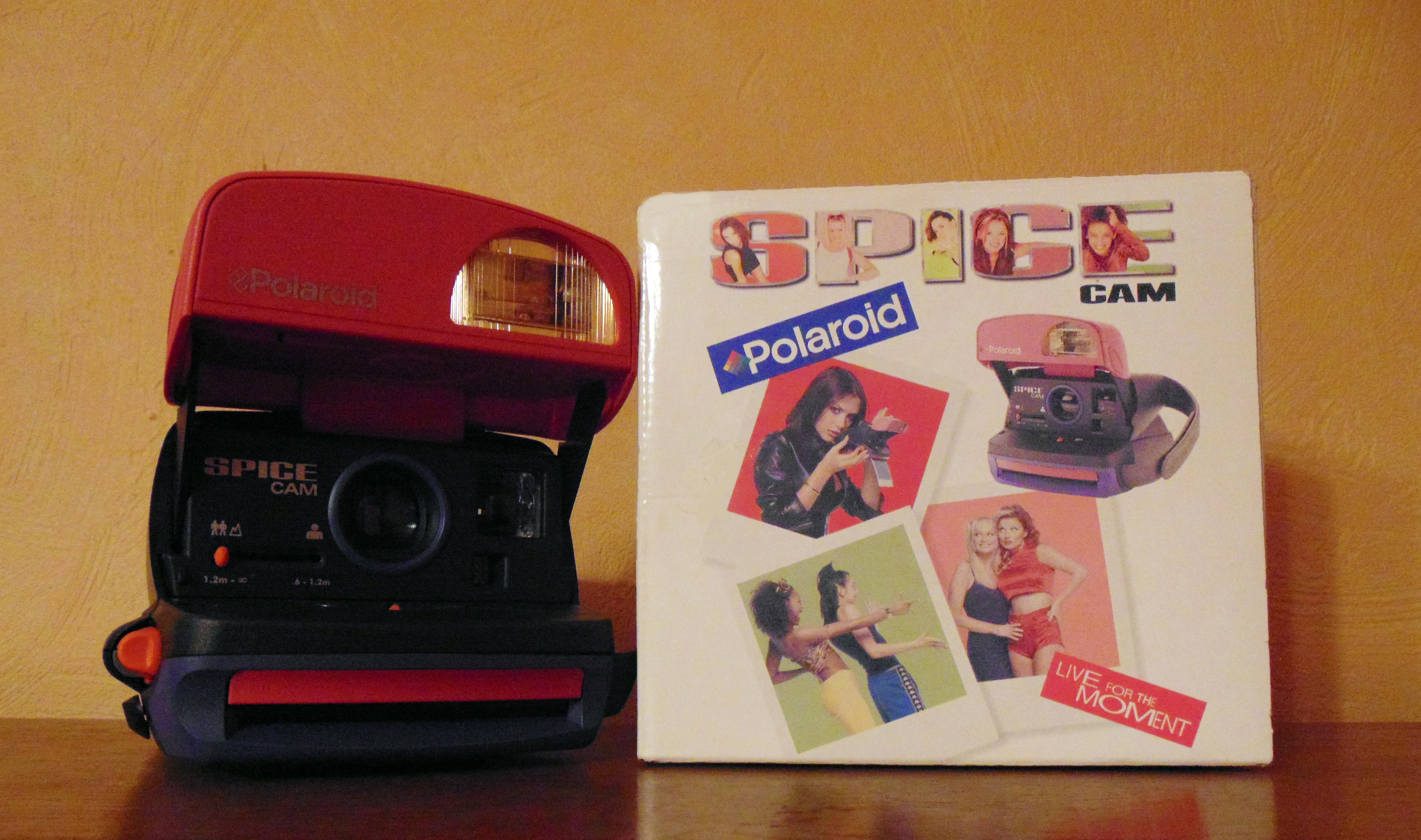
L'appareil photo Spice Cam Polaroid.

Pendant ce temps, Polaroid a également signé un accord avec le groupe pour produire divers produits de marque Spice Girls, notamment SpiceCam, une variante de l’appareil photo Polaroid 600 Instant original et le premier appareil photo de Polaroid à porter le nom d’un groupe ou d’une personne a été commercialisé aux États-Unis, en Europe, en Asie et en Australie. Le groupe a filmé des publicités et réalisé plusieurs séances photo promotionnelles pour la SpiceCam. En août 1997, les Spice Girls ont fait équipe avec la marque Impulse pour lancer un parfum appelé "Impulse Spice", dont le parfum devait refléter chaque membre du groupe, ainsi que des vaporisateurs pour le corps et des gels de douche déodorants en édition limitée ont été produits, qui se vendent à plus de 1,8 million d’exemplaires, en l’espace de quelques heures. Pendant ce temps, les Spice Girls ont également signé des accords sur les produits avec Benetton, les montres Zeon (montres et horloges ayant pour thème Spice Girls), British Telecom (les télécartes portant le thème Spice Girls), mais aussi Elisabeth the Chef (gâteaux sur le thème des Spice Girls):108-109,,.
En septembre 1997, la chaîne de supermarchés britannique Asda a signé un accord de merchandising d'un million de £ pour le lancement d'une large gamme de produits Spice Girls pour la saison de Noël 1997. Plus de 40 produits différents de marque Spice Girls étaient stockés, y compris de la nourriture, des vêtements, des cadeaux, des articles de papeterie, des articles de fête, des biscuits de Noël, des pizzas individuelles avec chaque membre du groupe représentant une saveur différente, des vêtements, des livres, des vidéos, des chaussures compensées et même des repas pour enfants, aboutissant à une campagne télévisée et publicitaire d’avant-Noël d’Asda:107-108.
Le même mois, il a été annoncé que les Spice Girls avaient signé un contrat de licence avec la société de marchandisage PMS International, afin de produire un grand gamme de produits officiels Spice Girls. Plus de 200 articles Spice Girls distincts ont été publiés, y compris papeterie, jouets, boîtes à lunch, sacs, porte-monnaie, articles de fête, vêtements, chopes, cosmétiques, cartes postales, cadres, porte-clés et insignes, le tout dans les couleurs officielles de magenta et de blanc des Spice Girls. Lors de la sortie de Spice World, le film, des souvenirs de films ont également été produits, y compris des versions jouets du bus Spice. Dans un même temps, une deuxième série de photocartes a été publiée, accompagnée d’un livre officiel sur les autocollants Spice World, le film.
En octobre 1997, Cadbury a signé un accord avec le groupe, afin de lancer une gamme de produits de chocolat de marque Spice Girls, qui se compose de 10 lignes de chocolat, de boîtes assorties et de confiseries de Noël comprenant des œufs de Pâques, mettant en vedette les Spice Girls individuellement ou en groupe.
Le même mois, il a été annoncé que les Spice Girls avaient signé un accord avec Chupa Chups, afin de lancer une gamme de produits Spice Girls, y compris différentes boîtes de conserve contenant des sucettes assorties contenant chacune des filles, "Fantasy Ball" Chupa Chups avec différents forfaits un autocollant de collection Spice Girl, "Push Pops", "Crazy Dips", des microphones jouets et des paquets de chewing-gum fournis avec des tatouages temporaires Spice Girls à collectionner The band also signed a merchandising and distribution deal with American retailer Target.

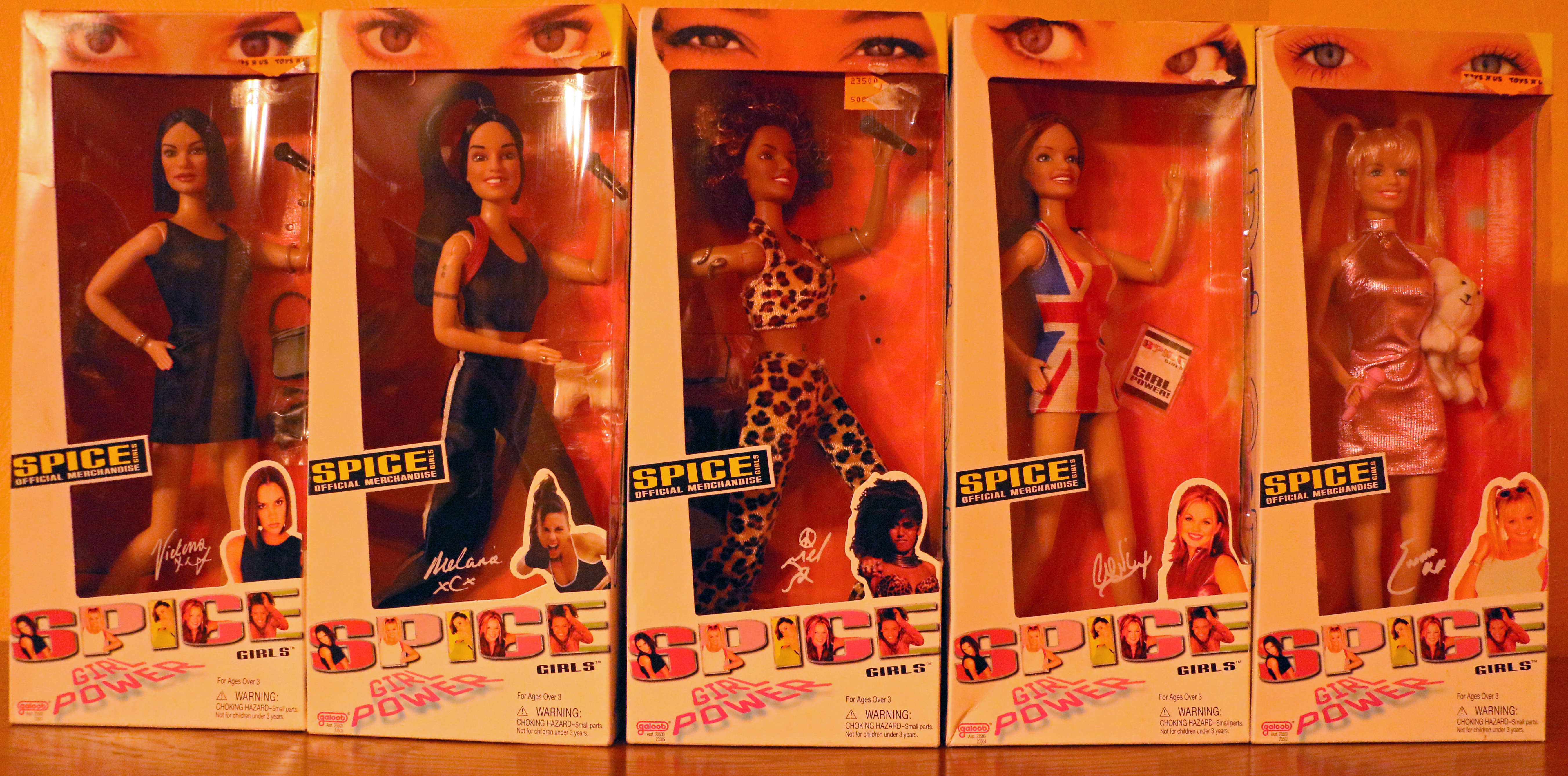
Les poupées Spice Girls.

Le groupe a également signé un accord de commercialisation et de distribution avec le détaillant américain Target. Ce détaillant était l’un des plus importants fournisseurs de produits officiels Spice Girls aux États-Unis et en Australie, consacrant des allées aux produits Spice Girls tels que les vélos, les fournitures scolaires, les articles de fête et les jouets. Les Spice Girls ont également été sponsorisées par les marques de chaussures Shellys London et Buffalo et ont lancé une ligne de chaussures officielle pour adultes et enfants.
En décembre 1997, la première série de poupées officielles Spice Girls de la société de jouets Galoob (maintenant Hasbro) a été lancée. Les séries suivantes ont été publiées en 1998 et 1999. Les poupées ont connu un succès retentissant au cours des saisons de Noël 1997 et 1998, avec plus de 41 millions, devenant la poupée de célébrités la plus vendue de tous les temps,,,.
Les poupées étaient le cinquième jouet le plus vendu au Royaume-Uni pour la saison de Noël 1997, malgré des stocks limités, selon le tableau des meilleures ventes annuelles de Noël de la British Association of Toy Retailers et le deuxième jouet le plus vendu de 1998 en États-Unis, selon la publication annuelle de l'industrie des jouets Playthings,.
À la fin de 1997, les Spice Girls étaient devenues une "formidable machine à gagner de l'argent", dont les efforts de marketing auraient rapporté plus de 300 millions de livres sterling dans le monde entier cette année-là. La marque Spice Girls a été nommée l'une des meilleures marques de 1997 dans la liste annuelle "Top Marketing 100" de Advertising Age.

#### 1998-2000
Au début de 1998, les Spice Girls ont signé un contrat de sponsoring pour leur tournée mondiale 1998 avec le fabricant italien de scooters Aprilia. Dans le cadre de cet accord, cinq scooters "Spice Sonic" différents, chacun promouvant une Spice Girl, ont été créés et commercialisés. Le groupe a également participé à une séance photo promotionnelle et a filmé une publicité télévisée pour promouvoir les scooters. Cependant, les relations entre le groupe et la société italienne se détériorèrent après le départ soudain de Halliwell en mai 1998. En janvier 2002, après avoir perdu un différend juridique de longue date, le groupe fut condamné à payer 67 000 $ pour les scooters fournis par Aprilia aux membres du groupe. aux dommages-intérêts et aux frais de justice.
Un jeu vidéo Spice World, présentant les dessins animés par ordinateur des Spice Girls, a été développé et publié par Sony Interactive Entertainment pour PlayStation en 1998. Les Spice Girls ont également parrainé la marque de sucre omino Sugar dans une séance photo promotionnelle.
En mai 1998, le groupe était devenu « un secteur du marchandisage et du marketing, avec plus de 800 millions de dollars », selon CNN.
Les Spice Girls se sont lancées dans la partie américaine de leur tournée mondiale Spiceworld en juin 1998. Pendant cette partie de la tournée, des publicités pour leurs sponsors, notamment Revlon, Pepsi, Biore et Domino Foods, ont été diffusées sur de grands écrans de concert avant les spectacles et pendant les pauses,.
En mai 1999, elles sont classés au sixième rang du classement inaugural Celebrity 100 Power, qui classe les célébrités sur la base de leur nom de marque,.
En décembre 2000, le groupe a fait une pause indéfinie pour se concentrer sur sa carrière solo.

#### 2007
Les Spice Girls se sont réunies pour une tournée de concerts de 2007 à 2008. En octobre 2007, il a été annoncé que les Spice Girls avaient signé un accord avec la chaîne de lingerie Victoria's Secret. Dans le cadre de cet accord, le greatest hits a été vendu exclusivement aux États-Unis par l'intermédiaire de Victoria's Secret pendant les deux premiers mois de sa sortie. Le groupe s'est également produit au Victoria's Secret Fashion Show plus tard cette année-là.
La chaîne de supermarchés britannique Tesco a également recruté les Spice Girls pour une campagne de publicité télévisée télévisée de Noël en 2007, dans le cadre d'un contrat qui rapporterait à chaque fille 1 million de £.

#### 2018-Présent
En avril 2018, Victoria Beckham dessine une série de t-shirts à l'effigie du groupe, afin de récolter des fonds pour l'association Comic Relief, qui vient en aide aux enfants malades.
Le 3 juin 2019, les Spice Girls s’associent avec la marque de chips Walkers, avec qui elles avaient travaillé dans les années 1990. La campagne visait à trouver leur "meilleur fan" et à inclure des produits de marque Spice Girls dans des supermarchés, afin de promouvoir leur « meilleur assaisonnement » Fromage & Onion. Une publicité télévisée humoristique, qui montre les personnes trouvant un billet nommé « le meilleur fan de tous les temps », auront la chance de rencontrer les Spice Girls à une date de leur tournée, avant que les Spice Girls débarquent chez les heureux gagnants pour leur annoncer la nouvelle a été tournée et créée l’événement.
Le 30 avril 2019, le groupe s'associe avec la célèbre franchise de livres pour enfants Monsieur Madame, afin de créer de nombreux produits dérivés tels que des livres, tasses, sacs et dessous de verres,,,,.
En juin 2021, Victoria Beckham dessine une série de t-shirts à l'effigie du groupe ayant l’inscription Proud and wannabe your lover, afin de récolter des fonds pour l'association Caritative Akt, qui vient en aide aux personnes LGBT qui sont sans logements. L’initiative est alors soutenue par les autres membres du groupe et est mondialement saluée par la critique,.
Le 3 mars 2022, la marque Lego BrickHeadz a publié une gamme de figurines Spice Girls, faisant du groupe les premières personnes non fonctionnelles à être recréées comme Lego dans la gamme de produits BrickHeadz.

### Best Performance of the 30th Year
Les Spice Girls ont remporté le Brit Award de la meilleure performance live depuis les trente ans des Brit Awards, le 16 février 2010 avec leur prestation du medley Wannabe/Who Do You Think You Are pour l'ouverture des Brit Awards en 1997. Trente ans d'histoire d'un des événements les plus célèbres de la musique internationale, marqués par les cinq Britanniques.
Ainsi elles ajoutent à leur carrière, une récompense de plus. Treize ans après avoir ouvert la cérémonie avec la robe mythique en drapeau du Royaume-Uni revêtue par Geri, les Spice Girls sont encore adulées du public. En plus, en gagnant cette récompense, elles devancent des artistes mythiques comme The Who, Kylie Minogue, Coldplay ou encore Michael Jackson également nommés dans cette catégorie.
Melanie Brown, qui présentait la cérémonie et Geri Halliwell, les deux fortes têtes du groupe étaient présentes pour recevoir cette récompense prestigieuse. Il s'agit du cinquième Brit Award qui récompense la carrière des Spice Girls. Nommées cinq fois en 1997, les Spice Girls ont déjà reçu deux récompenses cette année-là pour le meilleur single avec Wannabe et la meilleure vidéo avec Say You'll Be There. En 1998 elles sont nommées pour la meilleure vidéo avec Spice Up Your Life et reçoivent une récompense pour l'artiste britannique ayant vendu le plus d'albums dans le monde. Et en 2000 alors que Melanie C et Geri Halliwell sont nommées pour la catégorie de la meilleure chanteuse solo de l'année, chaque membre du groupe reçoit la prestigieuse « récompense d'honneur de contribution à l'industrie musicale britannique ». Une récompense que seuls les groupes (et chanteurs) majeurs de l'histoire de la musique britannique reçoivent. Parmi eux, Les Beatles, Eric Clapton, Oasis, Queen, David Bowie ou encore Fleetwood Mac.

### Des légendes de la pop
Le groupe est à la vingt-et-unième place du classement des meilleures ventes de disques mondiales, avec 100 millions de disques vendus (les premiers sont les Beatles). Elles restent le girl group qui a vendu le plus de disques pour un si petit nombre d'albums publiés, à savoir quatre ; à titre de comparaison, Madonna a vendu 320 millions de disques avec onze albums publiés.
Le premier single des Spice Girls, Wannabe, paru en 1996, s'est classé numéro un dans plus de trente pays. La chanson se classe en outre directement onzième au hit-parade américain ; aucun groupe non américain et débutant n'avait directement atteint ce niveau depuis les Beatles, dont la chanson I Want To Hold Your Hand s'était classée en douzième position des charts en 1964. Le premier album des Spice Girls, Spice, paru en 1996, s'est vendu à 24 millions d'exemplaires en un an (mais leur record a par la suite été battu par la bande originale du film Titanic, composée par James Horner). Autre record, l'album Spiceworld s'est vendu à sept millions d'exemplaires en l'espace de deux semaines.
Le groupe peut aussi se prévaloir de tournées à travers le monde affichant complet, de deux albums en tête des ventes mondiales, de dix singles en tête des ventes et d'être à l'origine d'une large gamme de produits dérivés : cinquante mille paires de platform shoes (chaussures à talon compensé) vendues, cent mille habits, des poupées Barbie, du déodorant, du soda, des appareils photos, un jeu vidéo, des sucettes, du parfum, du chocolat à leur effigie, et un film (Spice World, le film, réalisé par Bob Spiers).
En outre, les Spice Girls ne sont peut-être pas le premier girl group (dans les années 1980, il y avait déjà Bananarama, même si on ne parlait pas encore de « girl group »), mais ce sont elles qui ont mis en vogue ce genre de formation : depuis les Spice Girls sont apparues les All Saints, Atomic Kitten et les Destiny's Child et bien d'autres groupes du même type tels que Pussycat Dolls ou encore Fifth Harmony,,

## Idées prônées par le groupe

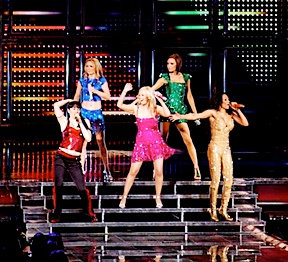
les Spice Girls en concert.

### Girl Power
Les Spice Girls se voulaient féministes: elles avaient pour slogan Girl Power (« le pouvoir des filles »), et présentaient le Girl power comme un nouveau mode de pensée féministe, selon lequel une femme peut être indépendante et libérée tout en s'habillant de manière sensuelle, ou même sans s'habiller du tout: lors de la tournée Spiceworld Tour, les Spice Girls iront jusqu'à interpréter la chanson Naked nues, cachant simplement leurs parties intimes aux yeux du public derrière une chaise retournée. Selon les membres du groupe, une femme peut être aguicheuse tout en étant libérée : il s'agit avant tout de se plaire à soi-même, et non de plaire aux hommes,.
En outre, les textes de plusieurs de leurs chansons, telles que Wannabe ou Who Do You Think You Are?, sonnent comme des appels lancés aux femmes pour qu'elles ne se laissent pas dominer par les hommes. Le Girl Power selon les Spice Girls va de pair avec un certain goût pour la provocation, que ce soit envers la gent masculine (confère le clip de la chanson Say You'll Be There, représentant un homme attaché au sol, dans une position de soumission aux femmes autour de lui) ou envers les codes de la bienséance (par exemple, la première rencontre des Spice Girls avec le prince Charles, lors de laquelle Geri Halliwell a touché les fesses de ce dernier, devant les caméras de télévision),,.

### «Sois toi-même!»
Les Spice Girls se voulaient également les chantres d'une certaine conception de la liberté d'expression et d'action, pouvant se résumer par la phrase « sois toi-même ». Dans leurs interviews, elles clamaient haut et fort avoir chacune leur propre personnalité, que leurs tenues vestimentaires étaient censées refléter : Mel C est la sportive garçon manqué, souvent en pantalon de survêtement et en chaussures de sport, d'où son surnom de « Sporty Spice »; Victoria est la « snob » ne s'habillant qu'en Gucci, ce qui lui a valu le surnom de « Posh Spice » (Posh voulant dire « snob »); Emma, la plus jeune membre du groupe, est la gamine, « Baby Spice »; Geri est la coquine, « Ginger Spice » (ginger voulant dire « gingembre », rapport à sa chevelure rousse et à sa personnalité provocante, « piquante »); et Mel B est l'extravagante « Scary Spice » (Scary voulant dire « effrayante »). Leurs fans féminins pouvaient ainsi s'identifier assez facilement à une Spice Girl en particulier plutôt qu'aux autres, tandis que leurs fans masculins pouvaient facilement en trouver une qui les attirait. Cependant, après leur retour en 2007, les Spice Girls veulent faire comprendre qu'elles sont des femmes et ont adopté un nouveau look plus mature.
Par cette démarche, les Spice Girls se sont démarquées de la plupart des boys bands et des girl groups d'alors, dont tous les membres étaient vêtus de la même manière dans leurs vidéoclips ou en concert.

## Discographie
- 1996 : Spice
- 1997 : Spiceworld
- 2000 : Forever
- 2007 : Greatest Hits

## Vidéographie

### VHS
| Année | Nom                                                        | Notes |
| ----- | ---------------------------------------------------------- | --- |
| 1997  | The Official Video Vol. 1 "One Hour Of Girl Power"         | Interview + clips de Wannabe, Say You'll Be There, 2 Become 1, Mama et Who Do You Think You Are |
| 1997  | Girl Power! Live In Istanbul + Girl Talk! The Story So Far | Interview + Live : If U Can't Dance, Who Do You Think You Are, Something Kinda Funny, Saturday Night Divas, Say You'll Be There, Step to Me, Naked, 2 Become 1, Stop, Too Much, Spice Up Your Life, Love Thing, Mama, Move Over and Wannabe.                                                                                                   |
| 1998  | Spice World, le film                                       | |
| 1998  | Live At Wembley Stadium + Back In Britain                  | Interview + Live : If U Can't Dance, Who Do You Think You Are, Something Kinda Funny, Do It, Too Much, Stop, Where Did Our Love Go?, Love Thing, Lady Is A Vamp, Say You'll Be There, Naked, 2 Become 1, Sisters (Are Doin'It For Themselves), Wannabe, Spice Up Your Life, Mama, Viva Forever, Never Give Up On The Good Times, We Are Family |
| 1999  | In America "A Tour Story"                                  | Reportage + Interview |

### DVD
| Année | Nom                                                        | Notes                                             |
| ----- | ---------------------------------------------------------- | ------------------------------------------------- |
| 2000  | Forever More                                               | Clips de Goodbye, Holler et Let Love Lead The Way |
| 2004  | Spice World, le film                                       |                                                   |
| 2007  | Spiceworld, The Movie - 10th Anniversary Edition           |                                                   |
| 2007  | Girl Power! Live In Istanbul + Girl Talk! The Story So Far | Version DVD de la VHS                             |
| 2008  | Live At Wembley Stadium + Back In Britain                  | Version DVD de la VHS                             |

## Tournées
| Année(s)  | Nom                           | Dates | Album soutenu                |
| --------- | ----------------------------- | ----- | ---------------------------- |
| 1997      | Girl Power !                  | 2     | Spice                        |
| 1998      | Spiceworld Tour               | 97    | Spice et Spiceworld          |
| 1999      | Christmas in Spiceworld Tour  | 8     | Spice, Spiceworld et Forever |
| 2007-2008 | The Return of the Spice Girls | 47    | Greatest Hits                |
| 2019      | Spice World 2019 Tour         | 13    | Tous                         |